# Maurice Roche, 6.º Barão Fermoy
Patrick Maurice Burke-Roche, 6º barão Fermoy (11 de outubro de 1967) é o filho de Edmund Burke-Roche, 5.º barão Fermoy e de sua esposa, Lavinia Pitman. É um primo-irmão de Diana, Princesa de Gales.
Em 26 de março de 1998, ele casou-se com Tessa Fiona Kayll, filha do major David Pelham Kayll. Eles têm duas filhas juntos:
- Hon. Arabella Elizabeth Burke-Roche, nascida em 18 de março de 1999.
- Hon. Eliza Lavinia Burke-Roche, nascida em 9 de novembro de 2000.

Patrick tem três enteados, filhos de sua esposa e do primeiro marido dela, Simon Ledger.